# Trinche Carlovich
Tomás Felipe Carlovich (Rosario, 19 de abril de 1946-8 de mayo de 2020), conocido ampliamente como el Trinche Carlovich, fue un futbolista argentino que se desempeñaba como mediocampista. Jugó en varios equipos argentinos, pero es más reconocido por su carrera en Central Córdoba de Rosario, institución donde tuvo cuatro pasos, además de ser aceptado como uno de los máximos ídolos históricos del club. 
Figuras de la talla de Diego Maradona, José Pekerman, César Luis Menotti y Carlos Timoteo Griguol lo mencionaron como uno de los mejores jugadores de la historia del fútbol argentino. La prestigiosa revista deportiva El Gráfico lo describió así: «Tuvo su estilo: era un volante central elegante, virtuoso y algo displicente. De ritmo lento, pero de razonamiento inversamente proporcional a su andar. Carlovich es algo así como el máximo exponente del arco lírico del fútbol argentino».

## Biografía
Nació en la ciudad de Rosario y fue criado en el barrio Belgrano, siendo el último de siete hermanos, tres mujeres y cuatro varones. Su padre, Mario, era un plomero nacido en Croacia (en aquel entonces, parte de Yugoslavia), que sostenía a su familia gracias a su labor como instalador de caños y tuberías. Su madre se llamaba Elvira.

### Carrera

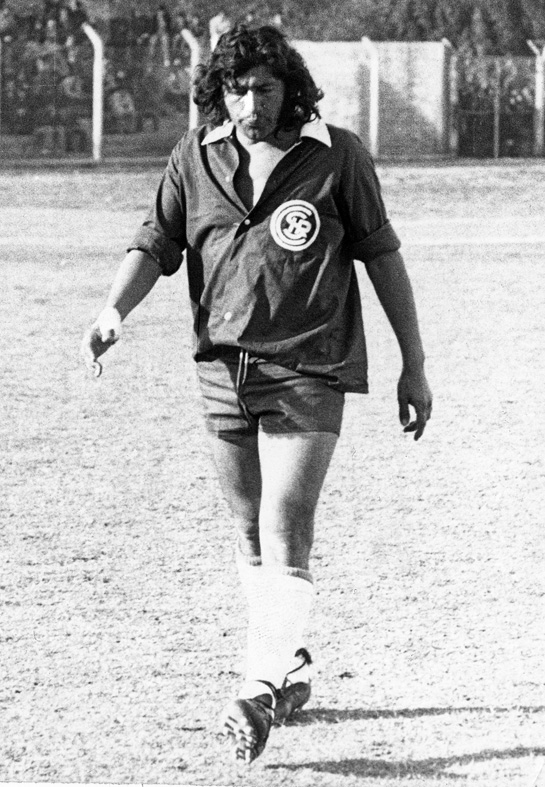
En Independiente Rivadavia, de Mendoza, en 1976.

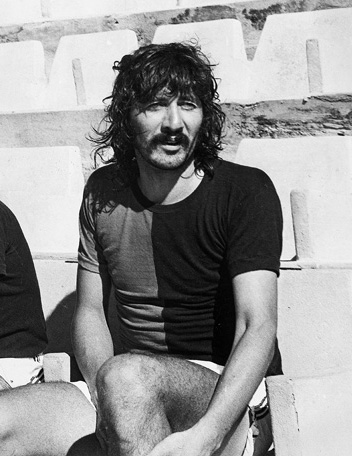
En Colón, de Santa Fe, en 1977.

Se inició en las inferiores de Rosario Central, y en 1965 fue cedido brevemente a préstamo a Sporting de Bigand, donde obtuvo el campeonato de la Liga Deportiva del Sur. Al volver, debutó con el primer equipo en 1969, en un amistoso frente a Peñarol, en Montevideo. Luego jugó apenas un partido oficial, contra Los Andes. El técnico de ese entonces, Miguel Ignomiriello, no lo tenía entre sus preferidos —según el propio Carlovich—, por lo que pasó a Flandria, donde estuvo cuatro meses.
En 1972 se sumó al club que lo tendría como ídolo: Central Córdoba, con el que consiguió el título y el ascenso a Primera B en 1973. En el día de su debut hizo dos goles.
Allí sembró en parte eso que lo representaba como jugador: la inconstancia  fue su rutina, como puede verse cuando se hace el recorrido por su carrera . Por caso, en Central Córdoba estuvo en cuatro etapas: 1972-1974, 1978, 1980-1983 y 1986, jugando nueve temporadas, y sumando 28 goles en 236 partidos.
Entre sus idas y vueltas de Central Córdoba, jugó además en Colón, disputando apenas tres partidos, y de todos ellos se retiró lesionado, finalizando así su recorrido por la Primera División. Pasó por el fútbol mendocino  jugando para Independiente Rivadavia, con el que ganó la liga provincial; Deportivo Maipú, club en el que fue figura indiscutida; y Andes Talleres, con el que, en junio de 1979, le ganó al Milan de Italia  por 3:2, un amistoso que Carlovich recordaba como una de sus mejores actuaciones. Además, en 1984 pasó por Provincial de Pergamino y, en 1985, jugó en Newell´s Old Boys de Cañada de Gómez, entidad perteneciente a la Liga Cañadense de Fútbol. Se retiró en octubre de 1988, a los 42 años, en Argentino, de Monte Maíz.
Especialista en caños, una de sus jugadas características era el llamado «doble caño», por el que hacía pasar la pelota entre las piernas del rival en dos momentos consecutivos, desairando dos veces al mismo jugador.

### El mito
El hecho de que la difusión del fútbol de ascenso en ese entonces fuera tan pobre impidió que existieran registros fílmicos de su juego. Esta ausencia no hizo más que magnificar su figura, rodeándola de una mitología particular. Entre esos mitos, uno afirma que el Trinche ostentaría el récord de la mayor cantidad de tiempo consecutivo en posesión de la pelota, durante más de diez minutos ininterrumpidos. Siempre de acuerdo con la leyenda, la jugada habría finalizado con una brusca y violenta falta de un defensor rival que le valió la expulsión.[cita requerida]
En otra ocasión, fue expulsado por el árbitro por un choque contra un defensor rival. Sin embargo, la reacción del público (que había acudido al partido fundamentalmente movido por el afán de verlo jugar) obligó al juez a rever su decisión, permitiendo que volviera a la cancha.

### El partido de 1974
En su preparación para el Mundial 1974, la selección argentina decidió jugar un amistoso con un combinado de jugadores de clubes rosarinos: cinco por Rosario Central, cinco por Newell's Old Boys y uno de Central Córdoba, Carlovich. Este equipo era un notable conjunto, integrado por nombres que protagonizaron "la edad de oro" del fútbol rosarino y que hasta el día de hoy se recuerda como los mejores: Mario Kempes, Mario Zanabria, Carlos Aimar o Daniel Killer.
Los rosarinos le dieron una lección a la selección argentina y al finalizar el primer tiempo ganaban 3:0 en la cancha del parque Independencia de Newell´s Old Boys. Tal fue el dominio local que, en el entretiempo, el entrenador nacional Vladislao Cap le pidió a su par rosarino que sacara a Carlovich. El Trinche había jugado el partido de su vida y el resultado final fue 3:1.
Sobre el partido, Ubaldo Fillol dijo: «(...) enfrentamos en Rosario a un combinado de jugadores rosarinos donde se destacaba Carlovich. ¡Qué baile nos dieron esa noche, y cómo jugó ese muchacho! Un talento que hoy sería comparable a Redondo o Cambiasso, o antes quizás a la Oveja Telch. Poseía la magia que distingue a estos tres jugadores».

### Muerte
Fue ingresado el 6 de mayo de 2020 en cuidados intensivos tras sufrir un golpe en la cabeza ante el ataque de un delincuente que le sustrajo su bicicleta en la zona oeste de Rosario. Debido al derrame cerebral que sufrió fue inducido a un coma. Falleció dos días después, el 8 de mayo, con 74 años de edad.
Juan Ariel Maidana, de 32 años, fue detenido por la policía como el supuesto autor del ataque, y se le decretó la prisión preventiva. Luego del debido proceso judicial, fue condenado a 33 años de prisión por el delito de homicidio.

## Reconocimientos
El Trinche fue ampliamente reconocido, a nivel nacional e internacional, particularmente en su ciudad, de la que era una de las máximas figuras deportivas, y en Mendoza, donde tuvo un importante paso.
Siempre en el terreno de la leyenda, afirman que en 1993, cuando Diego Maradona fue contratado por Newell's Old Boys, un periodista le confesó su orgullo por recibir en Rosario "al mejor jugador", a lo que Maradona habría respondido: «Yo creía que era el mejor, pero desde que llegué a Rosario escuché maravillas de un tal Carlovich, así que ya no sé...». Cuando la revista XXI hizo una encuesta en la que preguntaba sobre los mejores jugadores que> habían pasado por el fútbol argentino, José Pekerman no dudó en elegir a Carlovich como "el futbolista más maravilloso que vi". Daniel Passarella dijo sobre Carlovich: Cuando jugué en Sarmiento de Junín, en el Ascenso, me enamoré de Carlovich. Fue el mejor jugador que vi antes de llegar a Primera. Un astro, me hubiera gustado ser como él. 
Por su parte, César Luis Menotti afirmó que Carlovich fue uno de esos pibes de barrio que, desde que nacen, tiene como único juguete la pelota. Era impresionante verlo. Carlos Griguol también lo conoció y bien de cerca: Es un fenómeno de jugador, pero no le gusta el sacrificio, por eso no triunfó. Jugaba conmigo en Central y prefería irse de caza o de pesca. ¡Qué lástima!. Tenía condiciones técnicas únicas. Al marcarlo, el tipo desaparecía por cualquier lado y con él desaparecía el balón.[cita requerida] Carlos Aimar, que jugó con él en el partido ante la selección argentina, dijo que (Carlovich) era pícaro para el juego, tenía buena gambeta, siendo un creativo con una buena definición. Es difícil encontrar una referencia directa, aunque muchos dicen que tenía cosas de Riquelme y de Redondo. El escritor y humorista rosarino Roberto Fontanarrosa opinó que: El Trinche anticipó cosas que después se le vieron a Claudio Borghi. Coincido en que fue uno de los mejores jugadores del país. El reconocido humorista rosarino también dijo que era dotado técnicamente, pero con poca predisposición para el esfuerzo. Es lo que la leyenda cuenta de él, que lo tenían que ir a buscar. Lo enfrenté una vez en veteranos en Zona Norte y, por supuesto, me bailó.
En 2002 la municipalidad de Rosario lo nombró Deportista Ilustre, lo que le permitió cobrar el único dinero que aportó mensualmente en la casa que compartía junto a su esposa y dos de sus hijos por aquel entonces, hasta que comenzó a colocar pisos con uno de sus hermanos. Sus tribulaciones venían de antes, cuando comenzaron a aquejarlo unos fuertes dolores que resultaron ser el producto de una osteoporosis coxofemoral. Amigos y allegados se movilizaron y, con la colaboración del intendente rosarino Miguel Lifschitz, pudo ponerse una prótesis en la cadera derecha, en octubre de 2005.
En 2011, el programa Informe Robinson de la emisora española Canal Plus realizó un programa especial sobre su figura. Durante ese informe, Jorge Valdano reveló que el exjugador y director técnico rosarino Marcelo Bielsa asistió a los partidos de Central Córdoba, durante cuatro años ininterrumpidos, para verlo jugar. Además, en dicho informe, se mencionó que alguna vez el Trinche sonó como refuerzo del New York Cosmos, pero que Pelé habría impedido su contratación.
En 2022 se fundó en el marco de la Liga Universitaria de Bahía Blanca el equipo amateur "Trinche FC", justamente en honor a Carlovich. Debido a que ingresó como equipo nuevo, inició sus actuaciones en la categoría "E" de la misma, alcanzando en su primer año el 2do puesto en la Liga Regular. Gracias a ello, a menos de un año de su fundación el equipo ascendería a la categoría "D", en la cual se sostuvo en el año 2023 desde la cual actualmente busca seguir ascendiendo.

### Su figura en la cultura popular
En 2019, se presentó en el Centro Cultural de la Cooperación, de la ciudad de Buenos Aires, una obra teatral titulada El Trinche, el mejor futbolista del mundo, escrita por Jorge Eines y José Ramón Fernández, inspirada en su legado.

## La leyenda
La falta de documentación audiovisual de sus partidos ha hecho que, a través de la transmisión oral, su figura haya alcanzado registros míticos.
Durante mucho tiempo se creyó que el único registro era su participación aleatoria en un pasaje de pocos segundos en la película argentina Se acabó el curro (1983), en una escena donde se está jugando un partido (los equipos eran Deportivo Armenio y Central Córdoba), cuya figura central era el "Gringo" Scotta. Luego se conocieron unos pocos fragmentos de un partido entre Deportivo Morón y Central Córdoba, jugado en 1974. No obstante, el 10 de mayo de 2020, dos días después de su muerte, Pablo Andrés Grecco, vecino de la localidad de Monte Maíz y archivista profesional, acercó al diario La Voz del Interior un video con un compacto de la actuación del Trinche en el partido disputado por los equipos de esa localidad, Argentino y Lambert. Se trata de la primera final por el título de campeón de la Liga Regional Adrián Beccar Varela, disputada en octubre de 1988.

## En sus propias palabras
"Acá en Rosario se han inventado un montón de cosas acerca de mí. Pero no son verdad... A los rosarinos les gusta contar cuentos. Algún caño de ida y vuelta habré hecho, pero no es para tanto."

"Yo siempre jugué igual, con las mismas ganas. A lo mejor ir a Francia o al Cosmos, posibilidades que tuve en su momento, me hubiera cambiado la vida. Para mí, jugar en Central Córdoba fue como jugar en el Real Madrid."

Carlovich siempre tuvo que explicar por qué no llegó a trascender: por qué se lo conoce como “el Maradona que no fue".

"¿Qué es llegar? La verdad es que yo no tuve otra ambición más que la de jugar al fútbol. Y, sobre todo, de no alejarme mucho de mi barrio, de la casa de mis viejos, de estar con el Vasco Artola, uno de mis mejores amigos que me llevó de chico a jugar en Sporting de Bigand... Por otra parte, soy una persona solitaria. Cuando jugaba en Central Córdoba, si podía, prefería cambiarme solo, en la utilería, en lugar del vestuario. Me gusta estar tranquilo, no es por mala voluntad."

## Clubes
| Club                                      | País      | Año       |
| ----------------------------------------- | --------- | --------- |
| Asociación Mutual Sporting Club de Bigand | Argentina | 1965-1968 |
| Rosario Central                           | Argentina | 1969-1970 |
| Flandria                                  | Argentina | 1971      |
| Central Córdoba (R)                       | Argentina | 1972-1974 |
| Independiente Rivadavia                   | Argentina | 1975-1976 |
| Colón                                     | Argentina | 1977      |
| Central Córdoba (R)                       | Argentina | 1978      |
| Deportivo Maipú                           | Argentina | 1978-1979 |
| Andes Talleres                            | Argentina | 1979      |
| Central Córdoba (R)                       | Argentina | 1980-1983 |
| Provincial de Pergamino                   | Argentina | 1984      |
| Newell´s Old Boys de Cañada de Gómez      | Argentina | 1985      |
| Central Córdoba (R)                       | Argentina | 1986      |
| Argentino (MM)                            | Argentina | 1987-1988 |

## Palmarés

### Campeonatos nacionales
| Título             | Club                | País      | Año  |
| ------------------ | ------------------- | --------- | ---- |
| Primera División C | Central Córdoba (R) | Argentina | 1973 |
| Primera División C | Central Córdoba (R) | Argentina | 1982 |

### Campeonatos regionales
| Título                         | Club                    | País      | Año  |
| ------------------------------ | ----------------------- | --------- | ---- |
| Primera A de la Liga Mendocina | Independiente Rivadavia | Argentina | 1976 |